# Dasyomphale
Dasyomphale is een geslacht van vliesvleugeligen uit de familie Eulophidae. De wetenschappelijke naam van dit geslacht is voor het eerst geldig gepubliceerd in 1994 door LaSalle & Schauff.

## Soorten
Het geslacht Dasyomphale is monotypisch en omvat slechts de volgende soort:
- Dasyomphale chilensis LaSalle & Schauff, 1994